# Baptisia alba
Baptisia alba, tiếng Anh thường gọi là White Wild Indigo hoặc White False Indigo, là một loài thảo mộc plant thuộc họ bean Fabaceae. It is native from central và miền đông North America.'
There are two varieties, Baptisia alba var. alba và Baptisia alba var. macrophylla.

## Hình ảnh

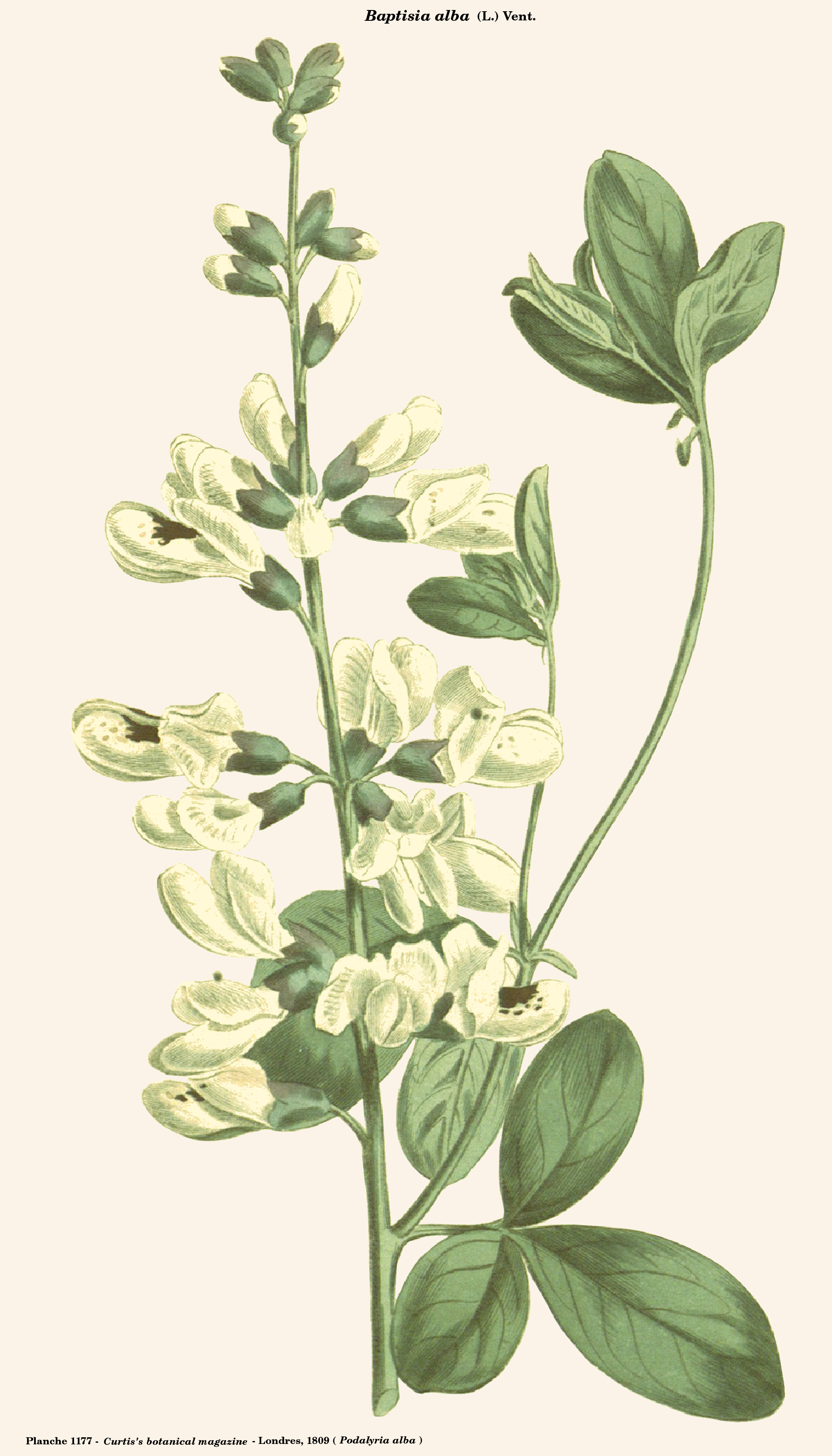
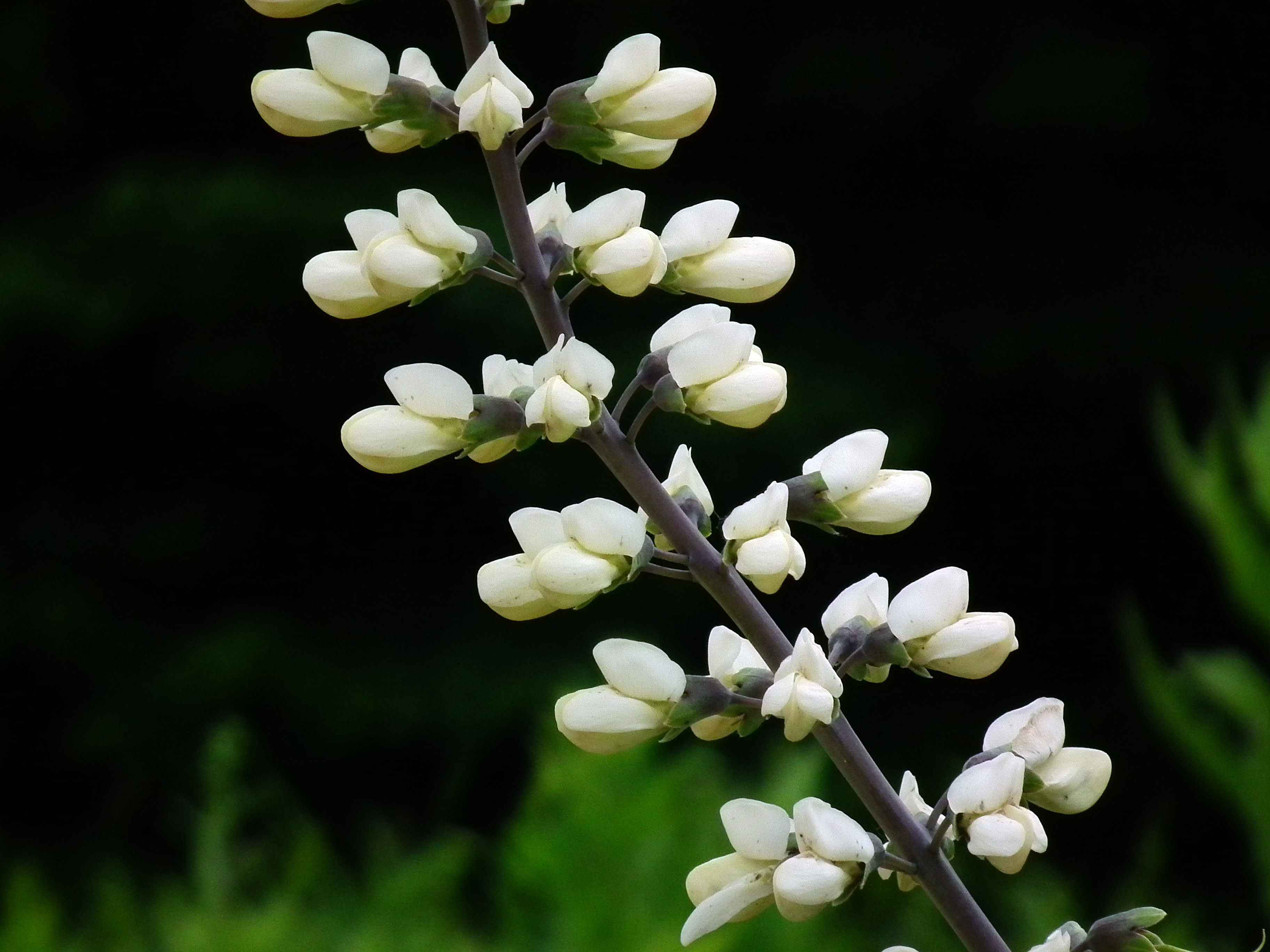
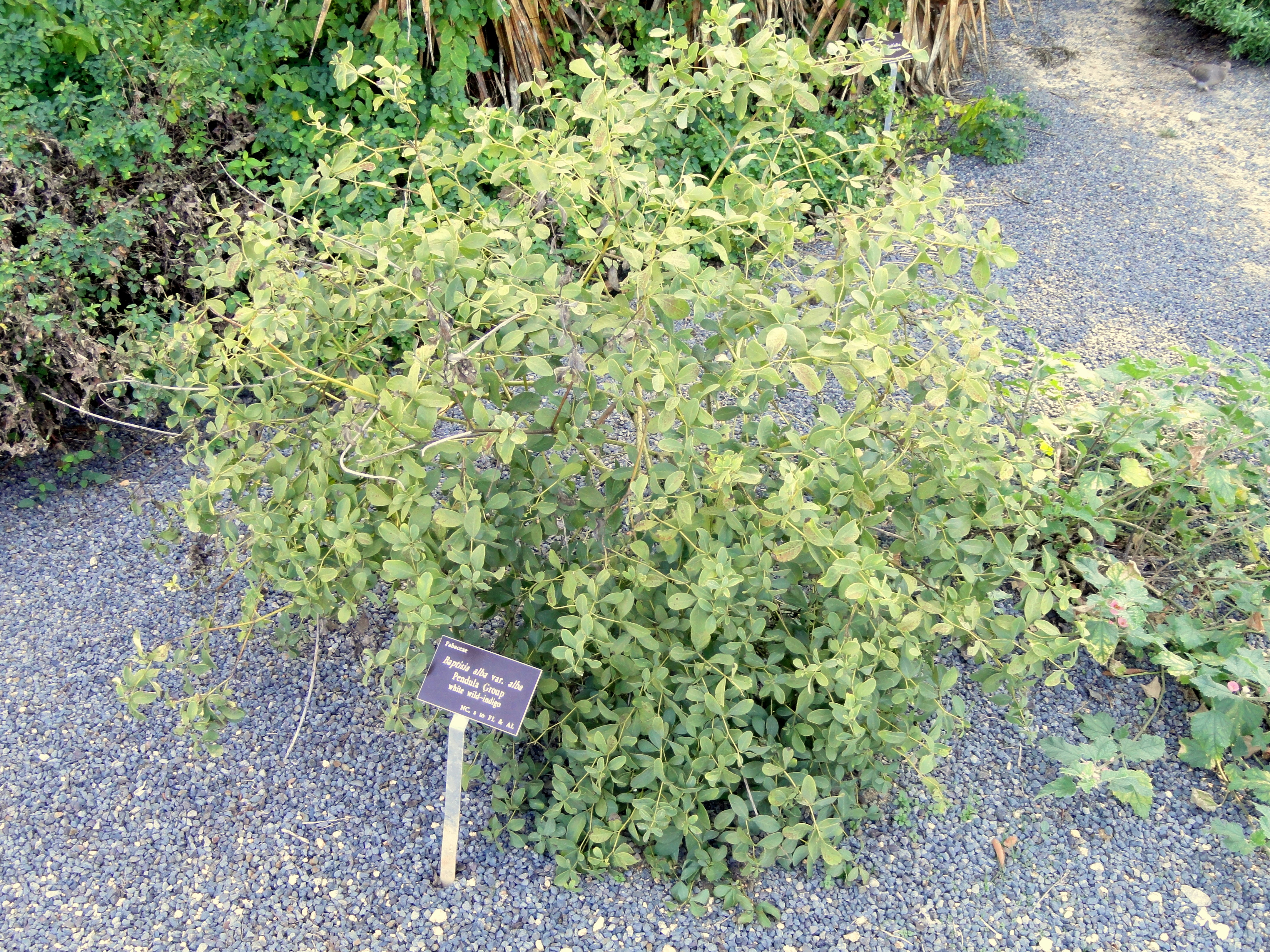
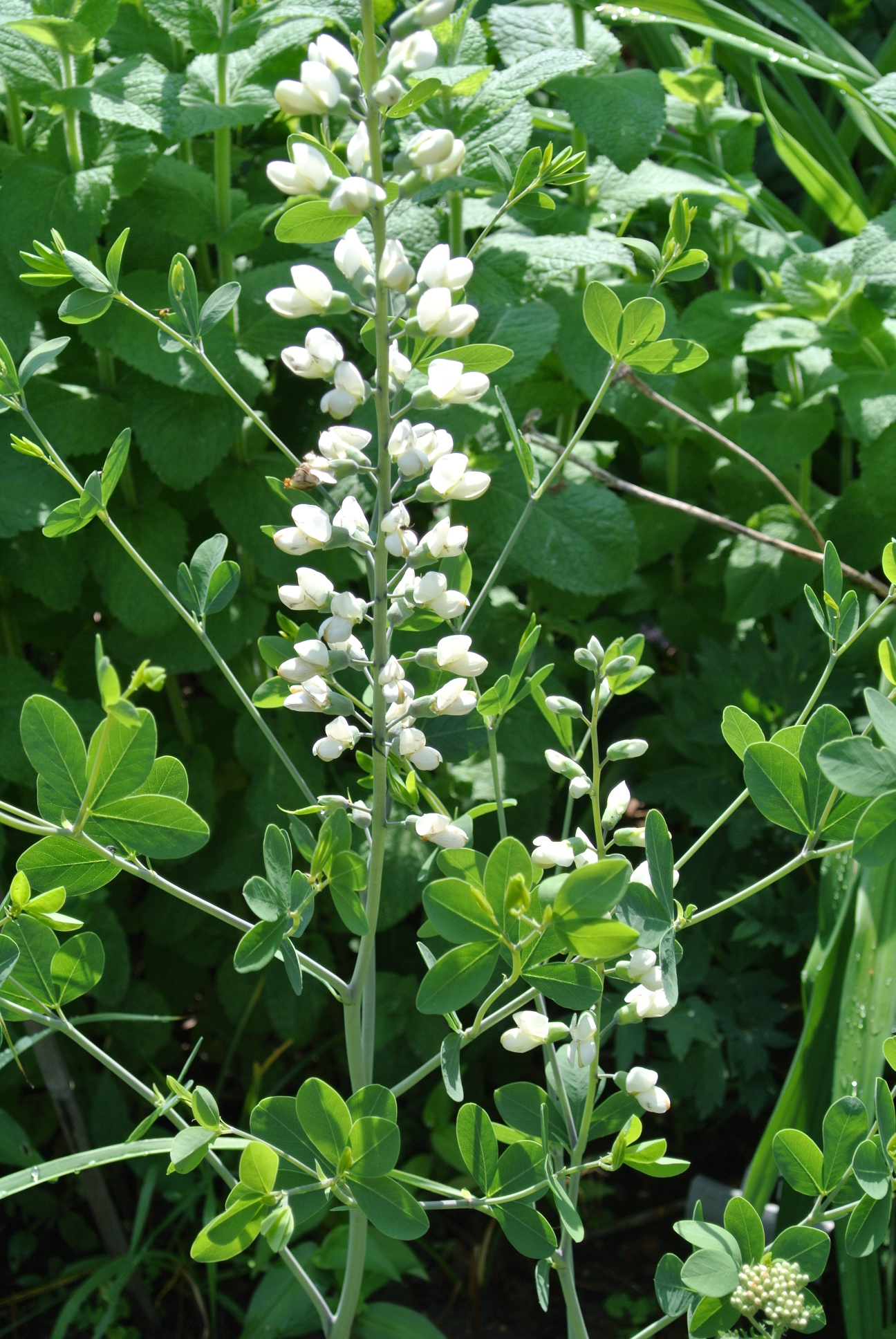